# Ernst Brüche
Ernst Brüche (Hamburg, 28 maart 1900 - Mosbach, 8 februari 1985) was een Duits fysicus en pionier van de elektronenoptica.

## Biografie
Brüche werd in 1900 in Hamburg geboren. Na het vroege overlijden van zijn vader, die apotheker was en een farmaceutische fabriek bezat, trok het gezin naar Zoppot bij Danzig. Daar studeerde hij machinebouw en vanaf 1921 schakelde hij over naar fysica, toen Carl Ramsauer naar de  Technische Hogeschool Danzig kwam. Het was het begin van een meer dan dertig jaar durende vriendschap. Na zijn habilitatie in 1927 werd hij docent bij Ramsauer en ging met hem in 1928 naar Berlijn voor de oprichting van het AEG-onderzoeksinstituut. Hij kreeg er de leiding van het fysica-laboratorium.
Brüche zag de grote betekenis van het werk van Hans Busch inzake elekronenoptica in, en ontwikkelde al snel een methodiek naar analogie met de lichtoptiek.
In 1931 maakte hij het eerste kathodenvlak dat door elektronen close-up beelden genereerde. In 1939 ontwikkelde hij de elektrostatische elektronenmicroscoop. In die periode onderzocht hij met zijn medewerkers de nieuwe discipline van de geometrische elektronenoptiek. 
In 1941 ontving hij, samen met 6 andere pioniers de zilveren Leibniz-medaille van de Pruisische Academie der Wetenschappen. In 1943 werd hij titulair professor van de Universiteit van Berlijn.
Na een tussenfase in het Sleeswijkse Schönberg, bracht hij het instituut in 1945 naar Mosbach in Baden en stichtte, met steun van AEG, later ook de firma Carl Zeiss in Oberkochen, de Süddeutschen Laboratorien zur Entwicklung und Herstellung von Elektronenmikroskopen (Zuid-Duitse Laboratoria voor de Ontwikkeling en Fabricatie van Elektronenmicroscopen). In 1952 stichtte hij ook het Fysicalaboratorium Mosbach, dat zich  toespitste op de toepassingen van de elektronenmicroscoop.
Hij was de oprichter, en jarenlang uitgever van de Physikalischen Blätter, orgaan van de  Deutschen Physikalische Gesellschaft, dat ook buiten het strikte vakgebied van de elektronenfysica bekendstaat.
In 1961 werd hij titulair professor aan de Universiteit van Karlsruhe (KIT).
In 1972 verkreeg hij de Max Born-medaille für Verantwortung in der Wissenschaft. 
Hij was sinds 1929 gehuwd met Dorothee Lilienthal, met wie hij drie dochters had, en met wie hij samen heemkundige literatuur over Mosbach uitgaf.
In 1972 werd hij ereburger van Mosbach, waar hij in 1985 overleed.